# Dagoba (banda)
Dagoba es un grupo de Groove metal/Metal industrial francés. Tienen origen en el año 2000.

## Miembros

### Actuales
- Shawter – vocales
- Ritch(AJ)– guitarra
- Kawa Koshigero – bajo
- Theo Gendron – batería

### Anteriores
- Stephan – guitarra
- Nende - bajo
- Franky Costanza - batería

## Discografía
- Release the Fury EP (2001)
- Dagoba (2003)
- What Hell Is About (2006)
- Face the Colossus (2008)
- Poseidon (2010)
- Post Mortem Nihil Est (2013)
- Tales of the Black Dawn (2015)
- Black Nova (2017)